# Mellicta postcarsicola
Mellicta postcarsicola är en fjärilsart som beskrevs av Ruggero Verity 1932. Mellicta postcarsicola ingår i släktet Mellicta och familjen praktfjärilar. Inga underarter finns listade i Catalogue of Life.